# 菊多郡
- 令制国一覧 > 東山道 > 陸奥国・磐城国 > 菊多郡
- 日本 > 東北地方 > 福島県 > 菊多郡

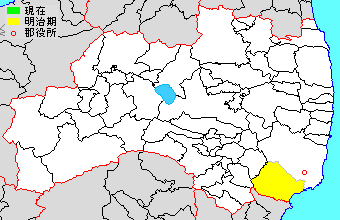
福島県菊多郡の範囲

菊多郡（きくたぐん）は、福島県浜通り（陸奥国・石城国・磐城国）の南端にあった郡。

## 郡域
1878年（明治12年）に行政区画として発足した当時の郡域は、いわき市の一部（泉町各町、泉ヶ丘、渡辺町各町、遠野町各町以南）あたる。
なお、同年までいわき市常磐西郷町は当郡に所属した。

## 歴史
7世紀前半は道奥菊多国造や多珂国の領土であったが、律令制が浸透した7世紀後半に常陸国多珂郡に編入された。養老2年（718年）5月2日の石城国新設にともない、常陸国から分離されて石城国に編入された。ほどなくして石城国が廃止されて陸奥国に編入されると、菊多郡は常陸国に復帰せずにそのまま陸奥国の一部になった。

### 近代以降の沿革
- 「旧高旧領取調帳」に記載されている明治初年時点での支配は以下の通り。（72村）

| 知行         | 知行             | 村数 | 村名 |
| ------------ | ---------------- | ---- | --- |
| 藩領         | 陸奥泉藩         | 34村 | 黒須野村、下川村、滝尻村、泉村、甘露寺村、玉崎村、本谷村、泉田村、昼野村、渡辺村、初田村、松小屋村、後田村、林崎村、大津村、石塚村、東坂村、塩田村、佐糠村、岩間村、小浜村、荷路夫村、下黒田村、大島村、米倉村、中田村、上小川村、下小川村、長子村、沼部村、富田村、小大津村、前江栗村、後江栗村 |
| 藩領         | 陸奥棚倉藩       | 21村 | 小山田村、上山田村、高倉村、下滝村、上滝村、上遠野町村、深山田村、根岸村、上根本村、大平村（現・いわき市田人町南大平）、石住村、貝泊村、出旅人村、入旅人村、上黒田村、九面村、四沢村、窪田村、白米村、下西郷村                                                                                   |
| 藩領         | 陸奥磐城平藩     | 7村  | 植田村、仁井田村、関田村、瀬戸村、山玉村、大平村（現・いわき市遠野町大平）、三沢村 |
| 藩領         | 陸奥湯長谷藩     | 5村  | 中釜戸村、上釜戸村、上西郷村、井上村、江畑村 |
| 藩領         | 泉藩・棚倉藩     | 1村  | 添野村 |
| 藩領         | 泉藩・湯長谷藩   | 1村  | 洞村 |
| 藩領         | 棚倉藩・磐城平藩 | 1村  | 入遠野村 |
| 藩領         | 棚倉藩・湯長谷藩 | 1村  | 下山田村 |
| 幕府領・藩領 | 旗本領・棚倉藩   | 2村  | 大高村、酒井村 |

- 慶応2年6月19日（1866年7月30日） - 棚倉藩が武蔵川越藩に転封。陸奥白河藩が棚倉藩に転封。
- 慶応4年
  - 2月1日（1868年2月23日） - 棚倉藩が白河藩に転封（実行されず）。
  - 8月8日（1868年9月23日） - 戊辰戦争後の処分により、幕府領・磐城平藩・棚倉藩領が磐城平民政局の管轄となる。
- 明治元年
  - 12月7日（1869年1月19日）
    - 陸奥国が分割され、本郡は磐城国の所属となる。
    - 泉藩領の一部（沼部村）、湯長谷藩領の一部（井上村、江畑村および下山田村の一部）、棚倉藩領の一部（下西郷村の一部）が磐城三春藩取締地となる。
    - 磐城平藩の減封にともなう領地替えのため、磐城平藩領および泉藩領の一部（荷路夫村、下黒田村、大島村、上小川村、下小川村）、湯長谷藩領の一部（入遠野村）が棚倉藩領となる。

  - 12月24日（1869年2月5日） - 白河藩が棚倉藩に転封のうえ減封（現状に即した形となる）。
- 明治2年
  - 8月7日（1869年9月12日） - 旗本領と三春藩取締地が白河県の管轄となる。
  - 渡辺村・初田村が合併して田部村となる。（71村）
- 明治3年（65村）
  - 甘露寺村・玉崎村が合併して玉露村となる。
  - 林崎村・大津村が合併して大林村となる。
  - 東坂村・塩田村が合併して東田村となる。
  - 米倉村・大島村が合併して大倉村となる。
  - 富田村・小大津村が合併して富津村となる。
  - 前江栗村・後江栗村が合併して江栗村となる。
- 明治4年
  - 7月14日（1871年8月29日） - 廃藩置県により藩領が泉県・棚倉県・磐城平県・湯長谷県となる。
  - 11月2日（1871年12月13日） - 第1次府県統合により平県の管轄となる。
  - 11月29日（1872年1月9日） - 平県が磐前県に改称。
- 明治6年（1873年） - 出旅人村・入旅人村が合併して旅人村となる。（64村）
- 明治7年（1874年）（62村）
  - 上小川村・下小川村が合併して小川村となる。
  - 下滝村・上滝村が合併して滝村となる。
- 明治8年（1875年）（60村）
  - 下黒田村・上黒田村が合併して黒田村となる。
  - 上西郷村・下西郷村が合併して西郷村となる。
- 明治9年（1876年）8月21日 - 第2次府県統合により福島県の管轄となる。
- 明治11年（1878年） - 大平村（現・いわき市田人町南大平）が南大平村に改称。

- 明治12年（1879年）1月27日

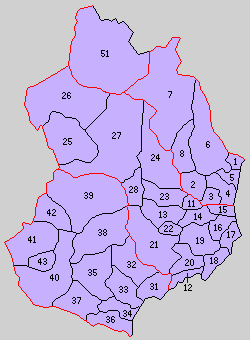
31.泉村 32.渡辺村 33.鮫川村 34.錦村 35.山田村 36.窪田村 37.川部村 38.上遠野村 39.入遠野村 40.田人村 41.貝泊村 42.石住村 43.荷路夫村（紫：いわき市 1 - 8は磐城郡 11 - 28は磐前郡 51は楢葉郡川前村）

  - 郡区町村編制法の福島県での施行により行政区画としての菊多郡が発足。「菊多磐前磐城郡役所」が磐前郡平町に設置され、磐前郡・磐城郡とともに管轄。
  - 西郷村の所属郡が磐前郡に変更。（59村）
- 明治22年（1889年）4月1日 - 町村制の施行により以下の町村が発足。全域が現・いわき市。（13村）
  - 泉村 ← 玉露村、泉村、本谷村、滝尻村、下川村、黒須野村
  - 渡辺村 ← 田部村、洞村、昼野村、泉田村、松小屋村、中釜戸村、上釜戸村
  - 鮫川村 ← 植田村、江畑村、高倉村、添野村、石塚村、東田村、後田村、佐糠村、岩間村、小浜村、仁井田村
  - 錦村 ← 大倉村、中田村、江栗村、長子村
  - 山田村 ← 大林村、井上村、上山田村、小山田村、下山田村、富津村
  - 窪田村 ← 窪田村、四沢村、関田村、白米村、九面村、酒井村、大高村
  - 川部村 ← 小川村、沼部村、瀬戸村、三沢村、山玉村
  - 上遠野村 ← 上遠野町村、深山田村、根岸村、滝村
  - 入遠野村 ← 入遠野村、上根本村、大平村
  - 田人村 ← 旅人村、黒田村、南大平村
  - 貝泊村（単独村制）
  - 石住村（単独村制）
  - 荷路夫村（単独村制）
- 明治29年（1896年）4月1日 - 菊多郡・磐前郡・磐城郡および楢葉郡の一部（川前村）の区域をもって石城郡が発足。同日菊多郡廃止。

### 変遷表
| 藩政期     | 明治12年   | 明治22年4月1日 | 明治22年 - 明治28年 | 明治29年4月1日  | 現在     |
| ---------- | ---------- | -------------- | ------------------- | --------------- | -------- |
| 泉村       | 泉村       | 泉村           | 泉村                | 石城郡 泉村     | いわき市 |
| 黒須野村   | 黒須野村   | 泉村           | 泉村                | 石城郡 泉村     | いわき市 |
| 下川村     | 下川村     | 泉村           | 泉村                | 石城郡 泉村     | いわき市 |
| 滝尻村     | 滝尻村     | 泉村           | 泉村                | 石城郡 泉村     | いわき市 |
| 玉崎村     | 玉露村     | 泉村           | 泉村                | 石城郡 泉村     | いわき市 |
| 甘露寺村   | 玉露村     | 泉村           | 泉村                | 石城郡 泉村     | いわき市 |
| 本谷村     | 本谷村     | 泉村           | 泉村                | 石城郡 泉村     | いわき市 |
| 渡部村     | 田部村     | 渡辺村         | 渡辺村              | 石城郡 渡辺村   | いわき市 |
| 初田村     | 田部村     | 渡辺村         | 渡辺村              | 石城郡 渡辺村   | いわき市 |
| 泉田村     | 泉田村     | 渡辺村         | 渡辺村              | 石城郡 渡辺村   | いわき市 |
| 上釜戸村   | 上釜戸村   | 渡辺村         | 渡辺村              | 石城郡 渡辺村   | いわき市 |
| 中釜戸村   | 中釜戸村   | 渡辺村         | 渡辺村              | 石城郡 渡辺村   | いわき市 |
| 昼野村     | 昼野村     | 渡辺村         | 渡辺村              | 石城郡 渡辺村   | いわき市 |
| 洞村       | 洞村       | 渡辺村         | 渡辺村              | 石城郡 渡辺村   | いわき市 |
| 松小屋村   | 松小屋村   | 渡辺村         | 渡辺村              | 石城郡 渡辺村   | いわき市 |
| 窪田村     | 窪田村     | 窪田村         | 窪田村              | 石城郡 窪田村   | いわき市 |
| 大高村     | 大高村     | 窪田村         | 窪田村              | 石城郡 窪田村   | いわき市 |
| 九面村     | 九面村     | 窪田村         | 窪田村              | 石城郡 窪田村   | いわき市 |
| 酒井村     | 酒井村     | 窪田村         | 窪田村              | 石城郡 窪田村   | いわき市 |
| 四沢村     | 四沢村     | 窪田村         | 窪田村              | 石城郡 窪田村   | いわき市 |
| 白米村     | 白米村     | 窪田村         | 窪田村              | 石城郡 窪田村   | いわき市 |
| 関田村     | 関田村     | 窪田村         | 窪田村              | 石城郡 窪田村   | いわき市 |
| 植田村     | 植田村     | 鮫川村         | 鮫川村              | 石城郡 鮫川村   | いわき市 |
| 東坂村     | 東田村     | 鮫川村         | 鮫川村              | 石城郡 鮫川村   | いわき市 |
| 塩田村     | 東田村     | 鮫川村         | 鮫川村              | 石城郡 鮫川村   | いわき市 |
| 石塚村     | 石塚村     | 鮫川村         | 鮫川村              | 石城郡 鮫川村   | いわき市 |
| 岩間村     | 岩間村     | 鮫川村         | 鮫川村              | 石城郡 鮫川村   | いわき市 |
| 後田村     | 後田村     | 鮫川村         | 鮫川村              | 石城郡 鮫川村   | いわき市 |
| 江畑村     | 江畑村     | 鮫川村         | 鮫川村              | 石城郡 鮫川村   | いわき市 |
| 小浜村     | 小浜村     | 鮫川村         | 鮫川村              | 石城郡 鮫川村   | いわき市 |
| 佐糠村     | 佐糠村     | 鮫川村         | 鮫川村              | 石城郡 鮫川村   | いわき市 |
| 添野村     | 添野村     | 鮫川村         | 鮫川村              | 石城郡 鮫川村   | いわき市 |
| 高倉村     | 高倉村     | 鮫川村         | 鮫川村              | 石城郡 鮫川村   | いわき市 |
| 仁井田村   | 仁井田村   | 鮫川村         | 鮫川村              | 石城郡 鮫川村   | いわき市 |
| 前江栗村   | 江栗村     | 錦村           | 錦村                | 石城郡 錦村     | いわき市 |
| 後江栗村   | 江栗村     | 錦村           | 錦村                | 石城郡 錦村     | いわき市 |
| 大島村     | 大倉村     | 錦村           | 錦村                | 石城郡 錦村     | いわき市 |
| 米倉村     | 大倉村     | 錦村           | 錦村                | 石城郡 錦村     | いわき市 |
| 長子村     | 長子村     | 錦村           | 錦村                | 石城郡 錦村     | いわき市 |
| 中田村     | 中田村     | 錦村           | 錦村                | 石城郡 錦村     | いわき市 |
| 小川村     | 小川村     | 川部村         | 川部村              | 石城郡 川部村   | いわき市 |
| 沼部村     | 沼部村     | 川部村         | 川部村              | 石城郡 川部村   | いわき市 |
| 瀬戸村     | 瀬戸村     | 川部村         | 川部村              | 石城郡 川部村   | いわき市 |
| 三沢村     | 三沢村     | 川部村         | 川部村              | 石城郡 川部村   | いわき市 |
| 山玉村     | 山玉村     | 川部村         | 川部村              | 石城郡 川部村   | いわき市 |
| 上山田村   | 上山田村   | 山田村         | 山田村              | 石城郡 山田村   | いわき市 |
| 下山田村   | 下山田村   | 山田村         | 山田村              | 石城郡 山田村   | いわき市 |
| 小山田村   | 小山田村   | 山田村         | 山田村              | 石城郡 山田村   | いわき市 |
| 井上村     | 井上村     | 山田村         | 山田村              | 石城郡 山田村   | いわき市 |
| 大津村     | 大林村     | 山田村         | 山田村              | 石城郡 山田村   | いわき市 |
| 林崎村     | 大林村     | 山田村         | 山田村              | 石城郡 山田村   | いわき市 |
| 富田村     | 富津村     | 山田村         | 山田村              | 石城郡 山田村   | いわき市 |
| 小大津村   | 富津村     | 山田村         | 山田村              | 石城郡 山田村   | いわき市 |
| 上遠野町村 | 上遠野町村 | 上遠野村       | 上遠野村            | 石城郡 上遠野村 | いわき市 |
| 滝村       | 滝村       | 上遠野村       | 上遠野村            | 石城郡 上遠野村 | いわき市 |
| 根岸村     | 根岸村     | 上遠野村       | 上遠野村            | 石城郡 上遠野村 | いわき市 |
| 深山田村   | 深山田村   | 上遠野村       | 上遠野村            | 石城郡 上遠野村 | いわき市 |
| 入遠野村   | 入遠野村   | 入遠野村       | 入遠野村            | 石城郡 入遠野村 | いわき市 |
| 大平村     | 大平村     | 入遠野村       | 入遠野村            | 石城郡 入遠野村 | いわき市 |
| 上根本村   | 上根本村   | 入遠野村       | 入遠野村            | 石城郡 入遠野村 | いわき市 |
| 上黒田村   | 黒田村     | 田人村         | 田人村              | 石城郡 田人村   | いわき市 |
| 下黒田村   | 黒田村     | 田人村         | 田人村              | 石城郡 田人村   | いわき市 |
| 入旅人村   | 旅人村     | 田人村         | 田人村              | 石城郡 田人村   | いわき市 |
| 出旅人村   | 旅人村     | 田人村         | 田人村              | 石城郡 田人村   | いわき市 |
| 南大平村   | 南大平村   | 田人村         | 田人村              | 石城郡 田人村   | いわき市 |
| 石住村     | 石住村     | 石住村         | 石住村              | 石城郡 石住村   | いわき市 |
| 貝泊村     | 貝泊村     | 貝泊村         | 貝泊村              | 石城郡 貝泊村   | いわき市 |
| 戸草村     | 貝泊村     | 貝泊村         | 貝泊村              | 石城郡 貝泊村   | いわき市 |
| 荷路夫村   | 荷路夫村   | 荷路夫村       | 荷路夫村            | 石城郡 荷路夫村 | いわき市 |

## 行政
菊多・磐前・磐城郡長
| 代 | 氏名 | 就任年月日                | 退任年月日                | 備考                                   |
| -- | ---- | ------------------------- | ------------------------- | -------------------------------------- |
| 1  |      | 明治12年（1879年）1月27日 |                           |                                        |
|    |      |                           | 明治29年（1896年）3月31日 | 磐前郡・磐城郡との合併により菊多郡廃止 |